# Ponte acquedotto di Grand Arvou
Il ponte acquedotto di Grand Arvou (pron. fr. AFI: [ɡʁɑ̃t‿aʁvu]) è un ponte acquedotto di epoca medievale che si trova a Porossan, frazione di Aosta, tra le località di Neyves e di Chiou. Costruito sopra a una stretta gola scavata dal torrente Parléaz, il ponte acquedotto è percorso da un lungo corridoio coperto da un tetto in lose.
Secondo l'Abbé Henry il ponte acquedotto di Grand Arvou è «uno dei più bei monumenti che ci abbia conservato il Medioevo» in Valle d'Aosta; è sicuramente la più spettacolare delle opere idrauliche attinenti al canale d'irrigazione detto rû Prévôt, che in francese significa canale prevosto o canale del prevosto. Il Rû Prévôt nel corso dei secoli è stato chiamato anche rû du Prévôt, rû du Seigneur de Quart (in francese), Magnus Rivus e Rivi Domini Prepositi (in latino); ha una portata di otto bourneaux, corrispondenti a 400 litri d'acqua al secondo, i quali vengono prelevati dal torrente Buthier a Pont de Baatse per irrigare circa 225 ettari di terreno nei comuni di Roisan, Aosta, Saint-Christophe, Quart.
Pochi metri a valle del Grand Arvou, sorge il ponte acquedotto di Petit Arvou, di minor impatto visivo, che convoglia le acque del rû Champapon.

## Storia
Fin dall'epoca romana vennero costruiti in Valle d'Aosta canali e ponti acquedotto, come testimonia l'imponente Ponte acquedotto di Pont d'Aël nel comune di Aymavilles, opera del 3 a.C.
Tra l'inizio del XIII secolo e la fine del XV, per far fronte ai problemi di siccità che colpirono la Valle d'Aosta e aumentare la disponibilità delle acque a fronte di una maggior richiesta idrica dei nuovi pascoli rispetto alle tradizionali colture di cereali, si ebbe un'epoca di grandi opere di razionalizzazione della rete idrografica: vennero costruiti dei canali, detti rus, per convogliare l'acqua dei torrenti fino ai villaggi montani e rendere fertili i ritagli di terra tra le pareti rocciose.

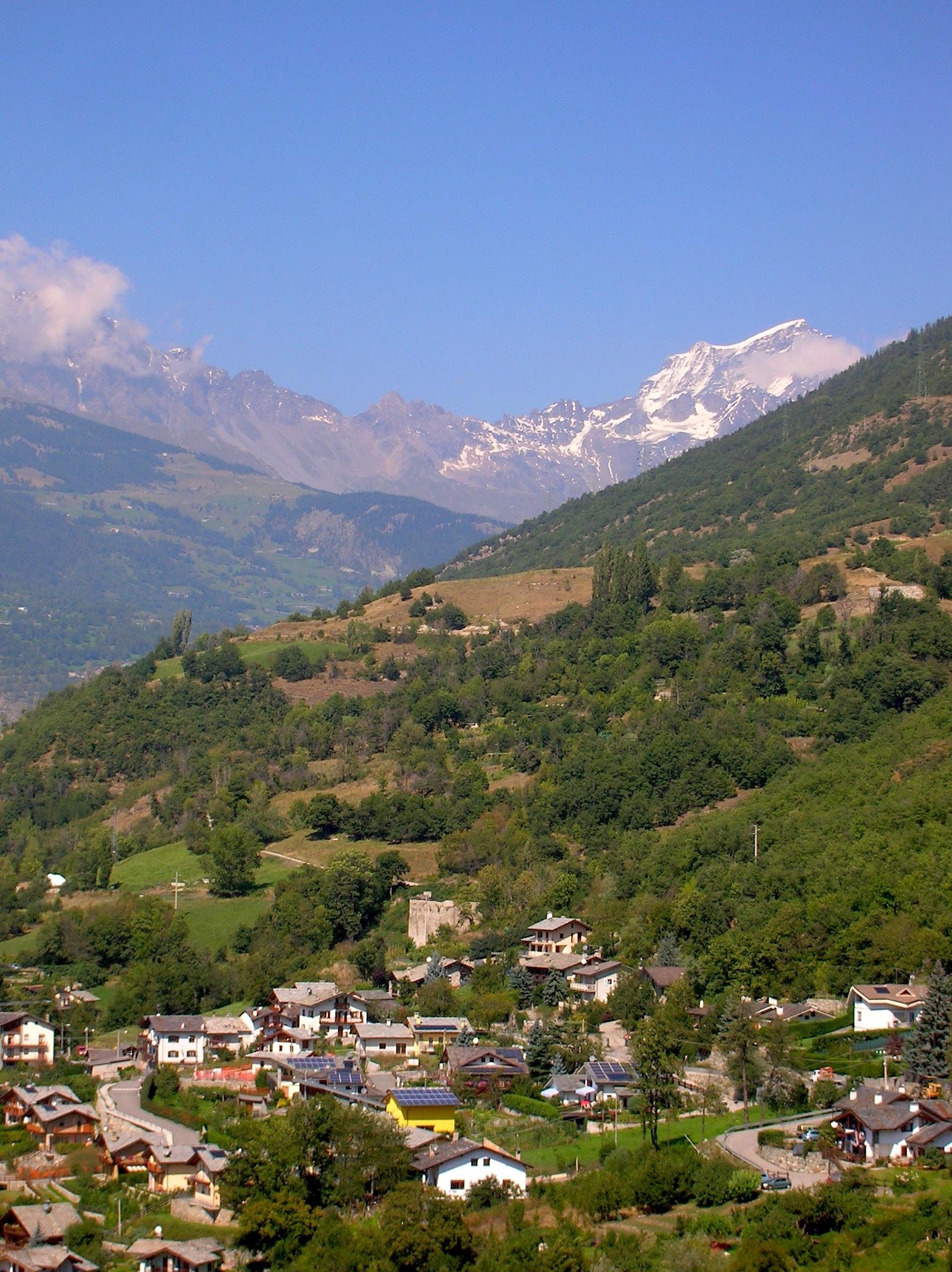
Porossan e il ponte sopra al villaggio nella foto.

In questo quadro, riporta Joseph-Marie Henry, si inserì la decisione di Enrico di Quart, prevosto della Cattedrale di Aosta, di far edificare il Ru Prévôt e il ponte acquedotto di Grand Arvou lungo il suo percorso intorno al 1300.
Anche se non è giunto fino a noi alcun documento comprovante l'anno esatto di prima infeudazione del canale, alcuni documenti aiutano a identificare con buona approssimazione il periodo di costruzione, che per alcuni studiosi è ipotizzabile nel 1288: sono giunti a noi una testimonianza del 1306 e un atto del 1307 in cui Enrico di Quart, prevosto di Aosta, infeuda e concede nei giorni indicati il prelevamento di un numero esatto di poses d'acqua dal ru Prévôt, che quindi era già funzionante in quegli anni; inoltre, nel suo testamento del 1317, Enrico di Quart lasciò ai nipoti la proprietà e i ricavi derivanti dallo sfruttamento del corso d'acqua che il signore levavit et edificavit in territorio et dominio de Quarto.
Secondo un'altra ipotesi di monsignor Duc, che retrodaterebbe la costruzione, il non identificato Ru Neuf (citato in un atto del 1284 che riguardava il confine della proprietà dell'allora canonico Enrico di Quart) sarebbe il Rivus Magnus ma non si sono trovati riscontri oggettivi al riguardo, potendosi anche trattare del Ru Baudin; questa ipotesi contrasta però con quanto affermato da Jean-Baptiste de Tillier che lo fa risalire ad un'epoca successiva all'opera di canalizzazione sul Buthier.
Fin dall'epoca della sua costruzione, la manutenzione del ponte-canale era affidata al prevosto, il quale incaricava dell'intervento manodopera specializzata, data la complessità dell'opera, mentre per il resto del ru bastavano le consuete corvée dei paesani che ne avevano il diritto.
Nella prima metà del XVI secolo il ru Prévôt era già in rovina e la portata d'acqua era decisamente scarsa: in quest'epoca era il castellano a occuparsi della manutenzione del ru, per la quale i paesani pagavano un tributo al duca di Savoia, ma l'afflusso d'acqua trasportata era così irrisorio e intermittente da spingere nel 1528 gli utenti a rinunciare al loro diritto pur di non esser più tributori del censo annuale al duca, il quale in quell'occasione preferì risolvere il problema.

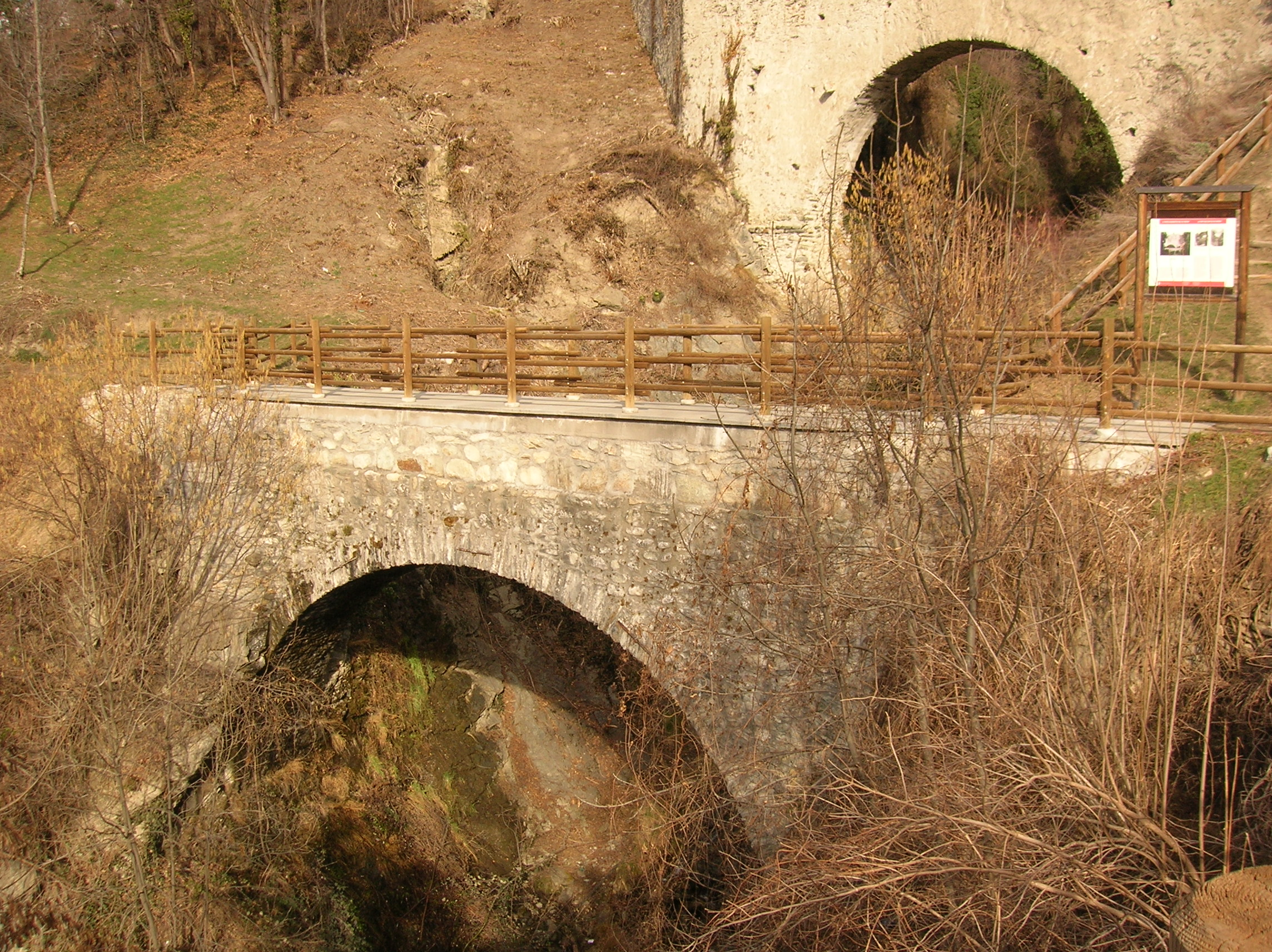
Il Petit Arvou. Sotto allo strato viario pedonale in lastre di pietra, largo, si cela il condotto del ru; l'ampiezza dell'arcata alla corda è di. È stato recentemente restaurato.

Nel 1701 il conte Charles Philibert Perron, barone di Quart, esasperato dal cattivo stato del canale che impediva l'adeguata irrigazione dei campi della sua signoria e dalle proteste di chi non voleva pagare il censo dovuto, impose un nuovo regolamento di gestione e uso del ru Prévôt, in cui veniva indicato per ogni ressort l'individuazione di un custode delle acque (revé in dialetto valdostano), un syndics régeurs (fiduciario reggente) capace di garantire la manutenzione del ru ispezionando a intervalli regolari tutto il suo percorso. Questi gestori del canale avevano anche il dovere di individuare gli operai adatti a compiere le riparazioni necessarie e di supervisionare il lavoro.
Nel corso degli ultimi trent'anni l'urbanizzazione delle aree prima agricole ha fatto sì che il corso del ru venisse intubato, e in alcuni casi venisse usato come base per la strada carrozzabile. Oggi il canale appare quasi completamente intubato (11,9 km sui 12 km che lo compongono) e il Ponte acquedotto di Grand Arvou resta unica testimonianza di questa grande opera ingegneristica del passato.

## Architettura
Tra le varie tipologie di opere di canalizzazione dei ru, il Grand Arvou è definibile come un ponte canale ad arco (arvou in patois), ossia una struttura ad arco portante. I ponti acquedotto come il Grand Arvou e il Petit Arvou furono in realtà assai rari in Valle d'Aosta nel Medioevo e sono ad oggi gli unici ancora in funzione.

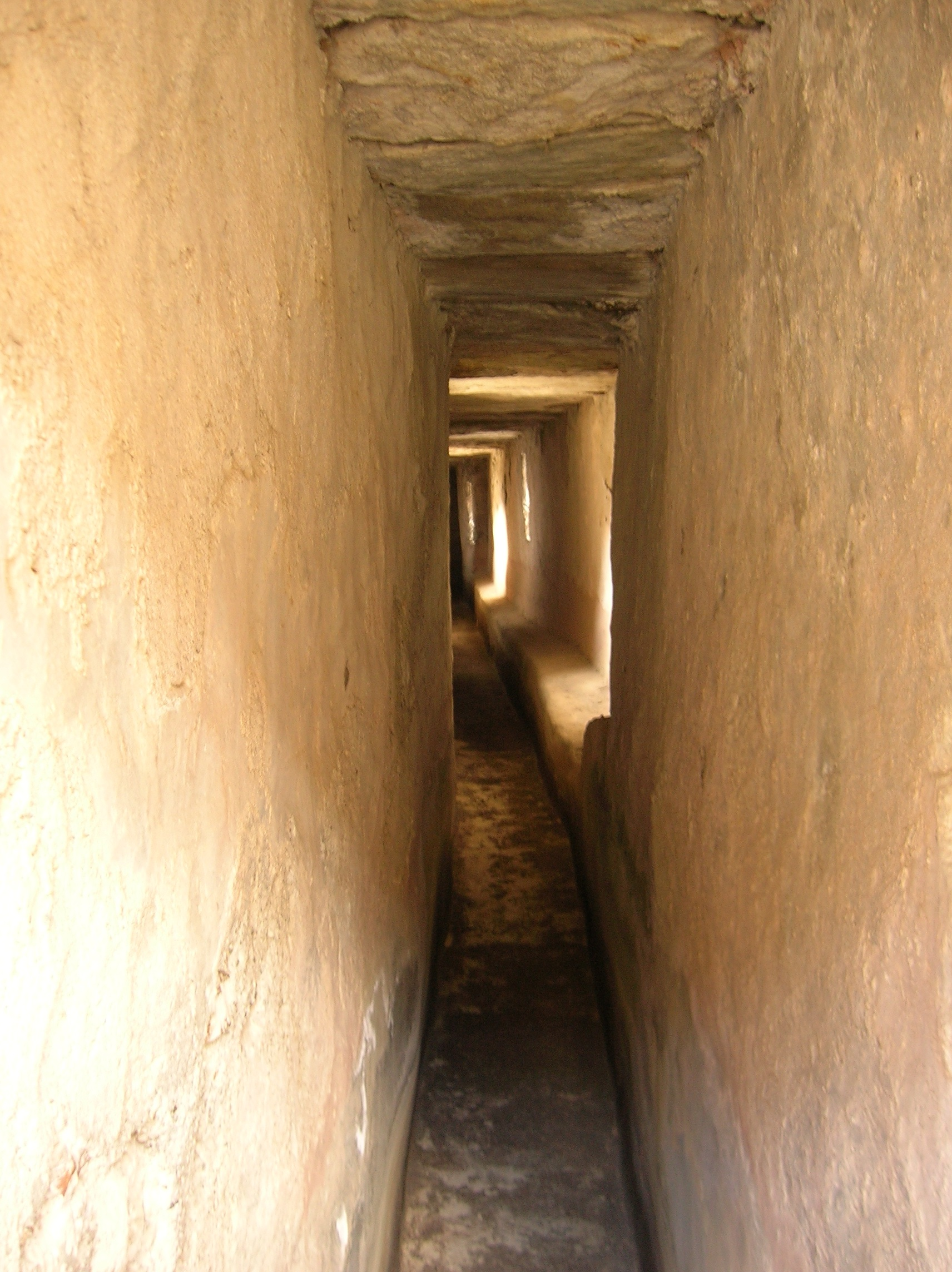
L'interno.

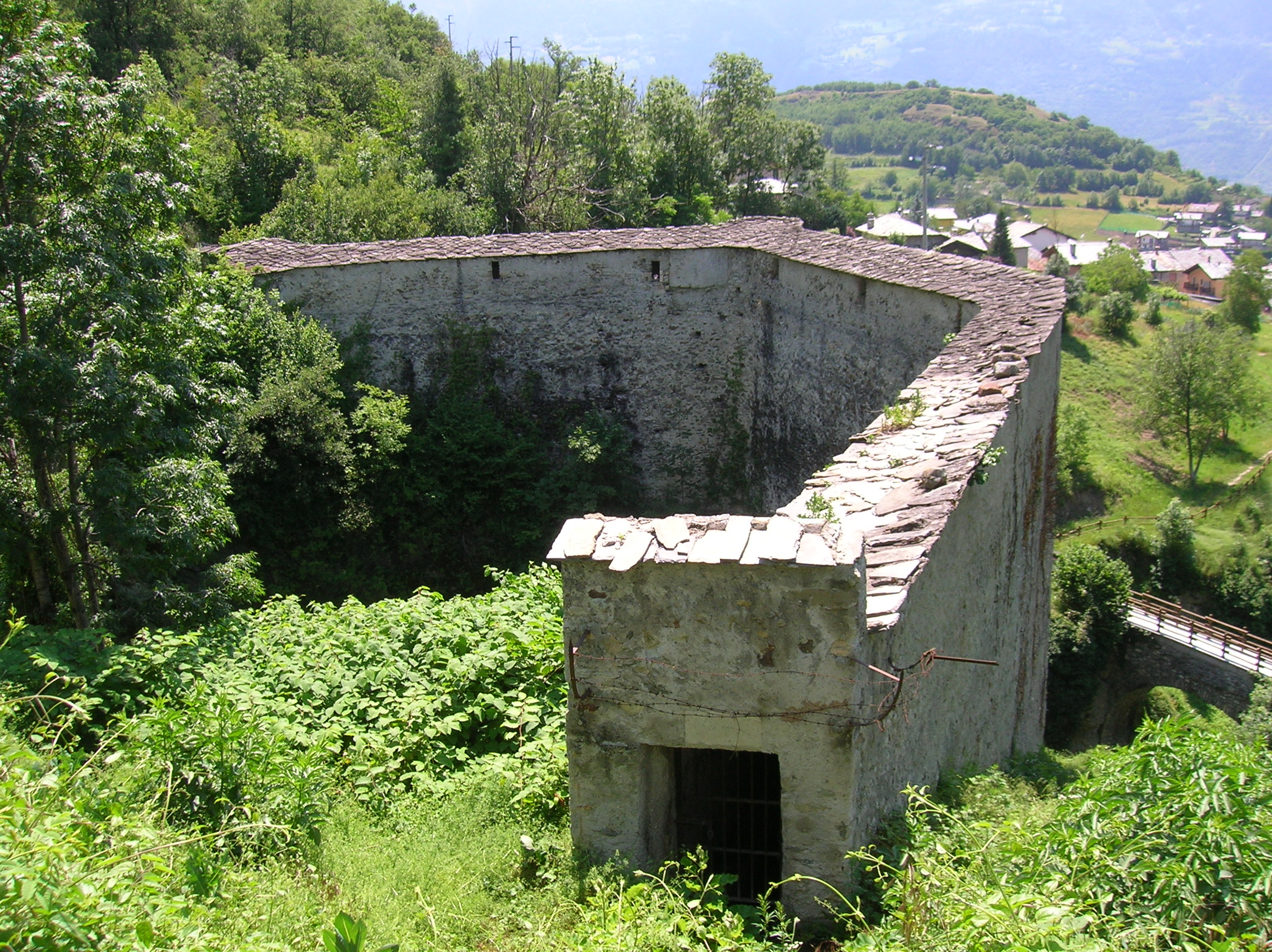
L'ingresso.

Il ponte acquedotto di Grand Arvou è costruito con una muratura di malta e pietrame parzialmente intonacato. Si nota l'assenza di conci di pietra di grandi dimensioni. Ha una pianta irregolare di forma trapezoidale a cui manca la base maggiore: questa forma insolita è dovuta alla duplice esigenza di mantenere costante la pendenza dell'alveo del ru e di contenere l'ampiezza dell'arcata, appoggiandosi sui vicini versanti rocciosi.
Di aspetto imponente per la sua forma, somiglia a un edificio anche per la copertura in lose, già oggetto di restauro nell'Ottocento, che gli ha permesso di superare indenne i secoli.
Alcune finestrelle danno luce al canale interno, lungo quasi 70 m e perfettamente conservato: non presenta infatti infiltrazioni d'acqua né tracce d'umidità: questo corridoio, coperto da un intonaco impermeabile e liscio, di appena 57-62 centimetri di larghezza alla base, che arrivano a 80–82 cm effettivi all'altezza delle spalle per la presenza della risega, garantisce oggi come un tempo l'ispezione dell'acquedotto, anche grazie alla sua notevole altezza che permette di stare in piedi; il canale è però pedonalizzabile solo quando l'acqua non vi scorre dentro. Oggi per motivi di sicurezza l'ingresso al ponte è chiuso.
Lo storico valdostano settecentesco Jean-Baptiste de Tillier così lo definiva:
()
La luce dell'arcata, misurata alla sua corda, corrisponde a 13,60 metri. Lo spessore medio delle mura è tra i 50 e i 55 cm; l'altezza dal tetto alla fondazione del piedritto in destra orografica è di 19,50 metri mentre tra il tetto e l'intradosso dell'arcata l'altezza è di 10,50 metri
Ulteriori rinforzi statici emergono a uno sguardo attento, sui sostegni ancorati alla roccia: un contrafforte cilindrico simile a una torre sul lato orientale rinforza il punto più stretto del passaggio, mentre sul lato opposto si nota che la distribuzione dei pesi verso la roccia avviene tramite una doppia arcata di pietre poste a spina di pesce, visibile dove l'intonaco è assente.